# Hardbakke
Hardbakke è un centro abitato della Norvegia situato nella municipalità di Solund nella contea di Vestland. È il centro amministrativo del comune.

## Geografia
Il centro abitato è situato sull'isola di Sula, posta all'ingresso del Sognefjord a nord dello stretto di Sognesjøen.
A Hardbakke si trova la chiesa di Solund risalente al 1860 e progettata dall'architetto Christian Henrik Grosch.